# Palikir
Palikir er hovedstaden i Stillehavsstaten Mikronesien. Byen har 6.227 indbyggere og ligger på øen Pohnpei.